# ヴァルキウーザ
ヴァルキウーザ（フランス語: Valchiusa）は、イタリア共和国ピエモンテ州トリノ県にある、人口約1,000人の基礎自治体（コムーネ）。
2019年1月1日にメウリアーノ、トラウゼッラとヴィーコ・カナヴェーゼが合併して発足した。

## 地理

### 位置・広がり

#### 隣接コムーネ
隣接するコムーネは以下の通り。括弧内のAOはヴァッレ・ダオスタ州所属を示す。
- ブロッソ
- カステッラモンテ
- カステルヌオーヴォ・ニグラ
- シャンポルシェ (AO)
- ドンナス (AO)
- レッソロ
- ポンボーゼ (AO)
- クインチネット
- ルエーリオ
- トラヴェルセッラ
- ヴァル・ディ・キ
- ヴァルプラート・ソアーナ

## 行政

### 分離集落
ヴァルキウーザには、以下の分離集落（フラツィオーネ）がある。
- Drusacco, Inverso, Lago di Meugliano, Meugliano, Novareglia, Trausella, Vico Canavese (sede comunale)